# Белоусов, Григорий Антонович
Григо́рий Анто́нович Белоу́сов (15 ноября 1896, дер. Крумплево, Дриссенский уезд, Витебская губерния, Российская империя — 16 июня 1954, Москва, СССР) — советский военный деятель, генерал-майор (29 октября 1943 года).

## Начальная биография
Григорий Антонович Белоусов родился 15 ноября 1896 года в деревне Крумплево Каменской волости Дриссенского уезда Витебской губернии.

## Военная служба

### Первая мировая и гражданская войны
В августе 1915 года призван в ряды Русской императорской армии и направлен в 3-й сводно-гвардейский запасной батальон. В марте 1916 года переведён в лейб-гвардии 1-й стрелковый полк, в составе которого принимал участие в боевых действиях на Юго-Западный фронт и дослужился до старшего унтер-офицера и командира отделения. В августе 1917 года ушёл в отпуск и вернулся на родину. После Октябрьской революции в часть не вернулся и затем работал грузчиком на железнодорожных станциях Витебск и Смоленск.
15 ноября 1918 года призван в ряды РККА и назначен на должность командира взвода в составе 3-го Витебского пограничного батальона, но в том же месяце переведён в 22-й Витебский стрелковый полк, а затем — на должность командира взвода в составе 146-го стрелкового полка (17-я стрелковая дивизия).
В апреле 1919 года назначен командиром пулемётного взвода в составе 151-го стрелкового полка, после чего принимал участие в боевых действиях на Западном фронте в районах Пинска, Мозыря, Овруча, Коростеня, Вильно, Молодечно, Лепеля и Полоцка в ходе советско-польской войны. В октябре Г. А. Белоусов в составе особой группы направлен в район Петрограда, после чего участвовал в боях против войск под командованием генерала Н. Н. Юденича. Вскоре вернулся на прежнюю должность в 151-й стрелковый полк.
В июне 1920 года признан негодным к военной службе из-за болезни и назначен врид военкома и командиром взвода в составе 12-й отдельной инженерной роты Инженерного управления 15-й армии (Западный фронт). В конце сентября рота передислоцирована в Новосокольники, а в апреле 1921 года — в Шклов, где была расформирована, а Г. А. Белоусов переведён в 5-й понтонный батальон.

### Межвоенное время
С августа 1921 года учился на 43-х Полоцких курсах, однако затем переведён на 21-е Минские кавалерийские курсы, а в декабре 1922 года — на кавалерийское отделение Объединенной военной школы имени ВЦИК в Москве, после окончания которого в сентябре 1924 года оставлен в школе и служил командиром взвода курсантов, помощником командира и командиром эскадрона, командиром механизированного эскадрона, руководителем мотомеханизированного дела и начальником хозяйственной части школы.
В 1930 году Г. А. Белоусов окончил кавалерийские курсы усовершенствования командного состава в Новочеркасске, в 1932 году — Ленинградские бронетанковые курсы РККА имени А. С. Бубнова, а в 1933 году — вечернее отделение Военной академии имени М. В. Фрунзе.
В октябре 1935 года назначен на должность командира 3-го Кубанского Белореченского казачьего полка в составе 6-й Кубанско-Терской казачьей дивизии (Белорусский военный округ). В сентябре 1939 года участвовал в походе Красной армии в Западную Белоруссию.
В июле 1940 года полковник Г. А. Белоусов назначен начальником пехоты — заместителем командира 84-й моторизованной дивизии (3-го механизированного корпуса, Прибалтийского Особого военного округа).

### Великая Отечественная война
С началом войны дивизия принимала участие в приграничных сражениях на Северо-Западном фронте. Во время фронтового контрудара 23—25 июня 1941 года в районе Шяуляя дивизия понесла серьёзные потери и потеряла практически всю материальную часть. 25 июня в районе Двинска полковник Г. А. Белоусов вместе с 3-м батальоном 41-го полка, 201-м и 46-м танковыми полками организовал заставу для задержания личного состава из частей, отступающих в тыл и затем организовал оборону у города и 26 июня вёл оборонительные боевые действия, в ходе которых Белоусов был тяжело ранен, однако продолжил руководить подразделениями.
После излечения в госпитале находился в резерве Инспекции кавалерии Красной армии и в ноябре 1941 года назначен командиром 111-й кавалерийской дивизией Сталинградского военного округа, после расформирования которой в апреле 1942 года вновь направлен в Инспекцию кавалерии Красной армии, где служил инспектором инспекторского отдела и инспектором 3-го отдела.
В августе 1942 года переведён на должность командира 6-го запасного кавалерийского полка Сибирского военного округа, в марте 1943 года — на должность командира 3-й запасной кавалерийской бригады.
В мае 1944 года генерал-майор Г. А. Белоусов назначен командиром 13-й гвардейской кавалерийской дивизии, которая с июля принимала участие в боевых действиях в ходе Львовско-Сандомирской, Дебреценской, Западно-Карпатской, Братиславско-Брновской, Венской и Пражской наступательных операций.

### Послевоенная карьера
После окончания войны находился на прежней должности. В августе 1945 года дивизия преобразована в 11-ю гвардейскую механизированную дивизию 8-й механизированной армии. В декабре 1947 года генерал-майор Г. А. Белоусов направлен на учёбу на академические Курсы усовершенствования офицерского состава при Военной академии бронетанковых и механизированных войск, после окончания которых в октябре 1948 года вернулся на прежнюю должность, а в декабре 1949 года назначен командиром 1-й механизированной дивизии.
Генерал-майор Григорий Антонович Белоусов в июне 1951 года освобождён от занимаемой должности и направлен в распоряжение командующего бронетанковыми и механизированными войсками Советской армии и 6 октября того же года вышел в запас. Умер 16 июня 1954 года в Москве. Похоронен на Ваганьковском кладбище.

## Награды
- Орден Ленина (21.02.1945);
- Три ордена Красного Знамени (25.07.1941, 03.11.1944, 20.06.1949);
- Орден Суворова 2 степени (28.04.1945);
- Медали;
- Иностранные награды;
- Почётный гражданин Братиславы.